# Heinrich Wilhelm Eduard van Bruggen
Heinrich (Harry) Wilhelm Eduard van Bruggen ( 1927 - 2010 ) fue un aficionado botánico neerlandés.
Luego de finalizar el secundario, fue contador En 1950 se casó con Anna Blom, quienes tuvieron un hijo (Dick); falleció en 1996. En abril de 2000 se volvió a casar con Liesbeth Bakker.
van Bruggen fue miembro activo de la "Dutch Waterplant Society", de la cual fue administrador durante muchos años.

## Honores

### Epónimos
- (Aponogetonaceae) Aponogeton bruggenii S.R.Yadav & R.S.Govekar[4]
- (Aponogetonaceae) Aponogeton vanbruggenii C.B. Hellquist & S.W.L. Jacobs
- (Orchidaceae) Ophrys holosericea (N.L. Burman) Greuter subsp. vanbruggeniana J. & L. Essink & Kreutz[5]
- La abreviatura «H.Bruggen» se emplea para indicar a Heinrich Wilhelm Eduard van Bruggen como autoridad en la descripción y clasificación científica de los vegetales.[6]